# Coronel Moldes (ort i Salta)
Coronel Moldes är en ort i Argentina.   Den ligger i provinsen Salta, i den norra delen av landet, 1 200 km nordväst om huvudstaden Buenos Aires. Coronel Moldes ligger 1 135 meter över havet och antalet invånare är 3 369.
Terrängen runt Coronel Moldes är kuperad åt nordväst, men åt sydost är den platt. Runt Coronel Moldes är det mycket glesbefolkat, med 3 invånare per kvadratkilometer.. Coronel Moldes är det största samhället i trakten.
I omgivningarna runt Coronel Moldes växer i huvudsak lövfällande lövskog.